# Narangba
Narangba är en ort i Australien. Den ligger i kommunen Moreton Bay och delstaten Queensland, omkring 30 kilometer norr om delstatshuvudstaden Brisbane. Antalet invånare är 16 223.
Trakten är tätbefolkad. Närmaste större samhälle är Caboolture, omkring 13 kilometer norr om Narangba. 
I omgivningarna runt Narangba växer huvudsakligen savannskog. Genomsnittlig årsnederbörd är 1 434 millimeter. Den regnigaste månaden är januari, med i genomsnitt 283 mm nederbörd, och den torraste är oktober, med 22 mm nederbörd.